# ドラゴンバスターII 闇の封印
『ドラゴンバスターII　闇の封印』（ドラゴンバスターツー やみのふういん）は、1989年4月27日にナムコより発売されたファミリーコンピュータ用ゲーム。

## 概要
本作は、同社からリリースされたアーケードゲーム『ドラゴンバスター』（1985年）の続編にあたるアクションゲームである。物語は前作より前の時代を舞台に、主人公のカールがドラゴンキングに奪われた正邪の剣を取り戻す内容となっている。
ゲームの流れとして、プレイヤーはラウンド・マップに存在する各ダンジョンを選択し、敵と戦いながら出口を見つけてマップを進行させ、ドラゴン山のドラゴンを倒しラウンドクリアを目指すのは、前作と同様である。しかし、トップビュー方式の戦闘や攻撃方法が弓矢によるシューティングゲーム要素の強いゲーム性など、アクションゲームとしての内容は大きく変更されている。
また、本作はファミリーコンピュータのみの販売となっている。

## ゲーム内容

### システム
サイドビュー（横から見た図）アクションゲームだった前作と違い、本作は上からの視点となっている。ダンジョン内は始めは周辺は真っ暗だが、プレイヤーが進むと明るくなる。ダンジョン内では基本的にBGMがなく、無敵状態と敵キャラクター「ワイルダー」出現時のみ流れる。
プレイヤーの武器は弓矢であり、矢を発射して敵を倒す。矢の数には制限があり、ダンジョン内にある矢を拾う必要がある。発射した矢は壁に当たると跳ね返るため、その矢に当たってダメージを受けることもある。なお、前作のような魔法の設定はない。
本作はライフ制となっており、プレイヤーはダメージを受けると服の色が変化する。青→緑→黄色→赤と変化し、赤のときにダメージを受けると1ミスとなる（妖精やドラゴン山の回復の泉で回復することができる）。残機の初期値は3で、残機が0のときにミスするとゲームオーバーとなる。
前作同様時間制限があり、ダンジョンに入ってから一定時間を過ぎると、ムカデに似たモンスター「ワイルダー」が突然現れて主人公に噛み付きダメージを与える。全ての攻撃が通じないため、永久パターン防止の役割を果たしている。

### マップモード
ゲームが始まるとラウンド・マップが表示され、スタート地点からのスタートとなる。途中で分岐した道を選んで移動したり、建物などに入って敵キャラクターと戦うことになる。クリアすると更地になり戻ることができなくなり、次の場所に移動し最後はドラゴン山でドラゴンと一騎討ちとなり倒せばラウンドクリアとなる。
建物は地下茎、墓地、風穴、塔、館（ラウンド3から）、ドラゴン山の6種類が配置されている。終盤になるとダンジョンが主に茶色に変色し、矢が壁に当たっても跳ね返らずに刺さって消えてしまう。
ドラゴン山のマップは前5者のいずれかと同じ構成となっており、配色は白となっている。ダンジョン内には体力を回復する泉があり、そばにいるルームガーターを倒すと泉の色が赤から青になり、回復できるようになる。

### アイテム

#### マップモード
斧(AX)
マップ上の森を切り開く。
ハンマー(HAMMER)
柵を壊すために使用。
ラクダ(CAMELUS)
砂漠を通るために使用。反対側から呼び寄せることも可能。
はしご(LADDER)
崖の上にかけて通れるようにする。
ボート(BOAT)
湖を渡るために使用。反対側から呼び寄せることも可能。
バタフライ(BUTTERFLY)
マップの特定の場所に接触すると出現。ダンジョン内のスペシャルフラッグの位置を知らせてくれる。
スペシャルフラッグのあるダンジョンに入ると、バタフライもついてくる。普段はカールの周りを飛び回っているが、スペシャルフラッグのある位置に来るとそこで静止する。

#### ダンジョンモード
矢(ARROW)
ダンジョン内に落ちており、取ると矢の数が10本増える。
炎の矢(FIRE ARROW)
矢よりも威力のある炎の矢を3本使用することができる。ルームガーターを倒した後、稀に入手できる。
盾(SHIELD)
一定時間無敵になる。ルームガーターを倒した後、稀に入手できる。
妖精(FAIRY)
カールのダメージを回復してくれる。ノーダメージのときに取ると妖精の取得数が増え、4人集めると1アップとなる。マップのコンテンツで妖精が示した建物内で、鍵を所持している者以外のルームガーターを倒すと出現する。
鍵(KEY)
ダンジョンクリアのために必要。各建物内につき1体のルームガーターが所持している。
出口(EXIT)
ダンジョンクリアの出口。ドラゴン山以外の建物内に必ず特定の場所に1カ所あるが、ルームガーターを倒した後、稀に出現することがある。
スペシャルフラッグ(SPECIAL FLAG)
特定の位置にある旗。矢を撃つと出現し、取ると1アップする。

## ストーリー
クロービスやセリアが生まれる前の物語。のちにローレンス国に伝わる正邪の剣は、魔王ドラゴンキングの手にあった。勇者カールは、正邪の剣を取り戻すために旅立つ。

## 登場キャラクター

### モンスター
モグラ (MOLE)
地面から出てきて、しばらく動くと地面にもぐるモグラ。モンスターの中では比較的倒しやすい。
リーペン (LEAPEN)
ピョンピョンと飛び回るヒヨコの化け物。うまくおびき寄せないと矢が当たらない。
スティングレイ (STINGRAY)
地面をすれすれと飛行するエイ。カールを発見するとスピードを上げてくる。
レイブン (RAVEN)
落ちている矢を取っていくカラス。矢を取ってしばらくすると矢と一緒に消えてしまう。倒すと取った矢だけが残る。
ミースツ（MISTZ）
矢に入って歩き回るモンスター。矢に入っているときに倒すも矢も消えてしまうので、矢から出たところを倒す必要がある。
シーフ (THIEF)
盗人。カールをつまづかせて矢を盗むと、姿を消してしまう。
スライム (SLIME)
宙に浮く不思議な物体。カールにゆっくり近づき、時々チカチカと光る。炎の矢でしか倒せない。
イミティッド (IMITATE)
オウム。当たってもダメージにはならないが、ルームガーターと同じ鳴き声をするため、惑わされる。
ワイルダー (WILDER)
長時間同じ洞窟にいたり出口を見つけても脱出しないでいると出現するムカデのモンスター。鋭い嗅覚で執拗に追いかけてきてカールに噛み付いてくる。全ての攻撃を受け付けず、矢を放っても跳ね返される。ただし行動パターンに一定の癖があり、ダンジョンの形状によっては接近してこないこともある。

### ルームガーター
ファフネル (FAFNIL)
地下茎のルームガーター。体当たり攻撃を仕掛けてくる小型竜。ラウンド3以降は矢を跳ね返すバリアを発しながら火炎攻撃をするようになる。
スケルトン (SKELETON)
墓地のルームガーター。剣を振り回して攻撃する骸骨の戦士。ラウンド3以降は盾で矢を跳ね返してくる。
サイクロプス (CYCLOPS)
風穴のルームガーター。一つ目の巨人。ラウンド3以降は岩石を投げつけてくる。
ウィザード (WIZARD)
塔のルームガーター。魔法使い。ラウンド5以降はナイフを飛ばしてくる。
ビショップ (BISHOP)
館のルームガーター。長い斧を振り回す僧侶。ラウンド5以降はファイアボールを連射してくるようになる。

### ボス
ドラゴン (DRAGON)
各ラウンドのドラゴン山に待ち構える巨大な竜。倒すとラウンドクリアとなる。発してくる火炎のパターンは4種類ある。
ドラゴンキング (DRAGON KING)
最後のドラゴン山に待ち構える3つ首の金の竜。ドラゴンの発してくる全てのパターンの火炎を発し、持っている盾で矢を跳ね返してくる。

## 他機種版
| No. | タイトル                    | 発売日            | 対応機種                                                          | 開発元          | 発売元   | メディア     | 型式 | 備考                           |
| --- | --------------------------- | ----------------- | ----------------------------------------------------------------- | --------------- | -------- | ------------ | ---- | ------------------------------ |
| 1   | NAMCO MUSEUM ARCHIVES Vol.2 | INT 2020年6月18日 | Nintendo Switch（日本国外） PlayStation 4 Xbox One Windows(Steam) | B.B.スタジオ M2 | バンナム | ダウンロード | -    | ファミリーコンピュータ版を収録 |

## 評価
- ゲーム誌『ファミコン通信』の「クロスレビュー」では、5・5・7・4の合計21点（満40点）となっており[3][2]、レビュアーの意見としては、「プレイヤーにゲームを続行させようと引っ張っていく力が、希薄なような気がする」、「前作のような荒削りだけど斬新、みたいなところがほしかった」などと評されている[3]。

- ゲーム誌『ファミリーコンピュータMagazine』の読者投票による「ゲーム通信簿」での評価は以下の通りとなっており、16.33点（満30点）となっている[1]。また、同雑誌1991年5月10日号特別付録の「ファミコンロムカセット オールカタログ」では、「前作とはまるで違い上から見た画面構成になっていて、ドラゴンを倒すという目的が同じという以外は、まるで違うゲームになってしまっている」と紹介されている[1]。

| 項目 | キャラクタ | 音楽 | 操作性 | 熱中度 | お買得度 | オリジナリティ | 総合  |
| 得点 | 3.03       | 2.44 | 2.89   | 2.56   | 2.63     | 2.78           | 16.33 |